# Zespół Parry’ego-Romberga
Zespół Parry’ego-Romberga (ang. Parry-Romberg syndrome, progressive hemifacial atrophy) – rzadka choroba objawiająca się postępującą atrofią tkanek miękkich połowy twarzy. Zespół Parry’ego-Romberga częstszy jest u kobiet, występuje najczęściej między 5. a 15. rokiem życia. Nie określono jeszcze genu mogącego odpowiadać za wystąpienie objawów choroby. Występowanie jest sporadyczne (nierodzinne). Zespół jako pierwsi opisali, niezależnie od siebie, Caleb Hillier Parry w 1825 oraz Eduard Heinrich Henoch i Moritz Heinrich Romberg w 1846 roku.